# Azufre
Azufre är en udde i Antarktis. Den ligger i Västantarktis. Argentina, Chile och Storbritannien gör anspråk på området.
Terrängen inåt land är huvudsakligen kuperad, men norrut är den platt. Havet är nära Azufre åt nordost. Trakten är obefolkad. Det finns inga samhällen i närheten.